# Ристиярви (озеро, Сортавальский район)
Ри́стия́рви (фин. Ristijärvi) — озеро на территории Кааламского сельского поселения Сортавальского района Республики Карелия.

## Общие сведения
Площадь озера — 0,9 км². Располагается на высоте 42,8 метра над уровнем моря.
Форма озера лопастная, вытянутая с востока на запад. Озеро условно делится на три части, разделённые узкими проливами. Центральная часть озера по форме напоминает крест и называется Орьятлахти (фин. Orjatlahti). Берега преимущественно скалистые.
С западной, северной (вытекает из озера Рюттюярви) и восточной стороны в озеро втекают безымянные ручьи. С южной стороны из озера вытекает также безымянный ручей, впадающий в залив Кирьявалахти (фин. Kirjavalahti) Ладожского озера.
Населённые пункты на озере отсутствуют.
Южнее озера проходит трасса А121 («Сортавала»).
Название озеро получило по его причудливой форме и переводится как «Крестовое озеро».
Код водного объекта в государственном водном реестре — 01040300211102000013308.
На берегу озера располагается парк «Ристиярви».

## Галерея

Ристиярви
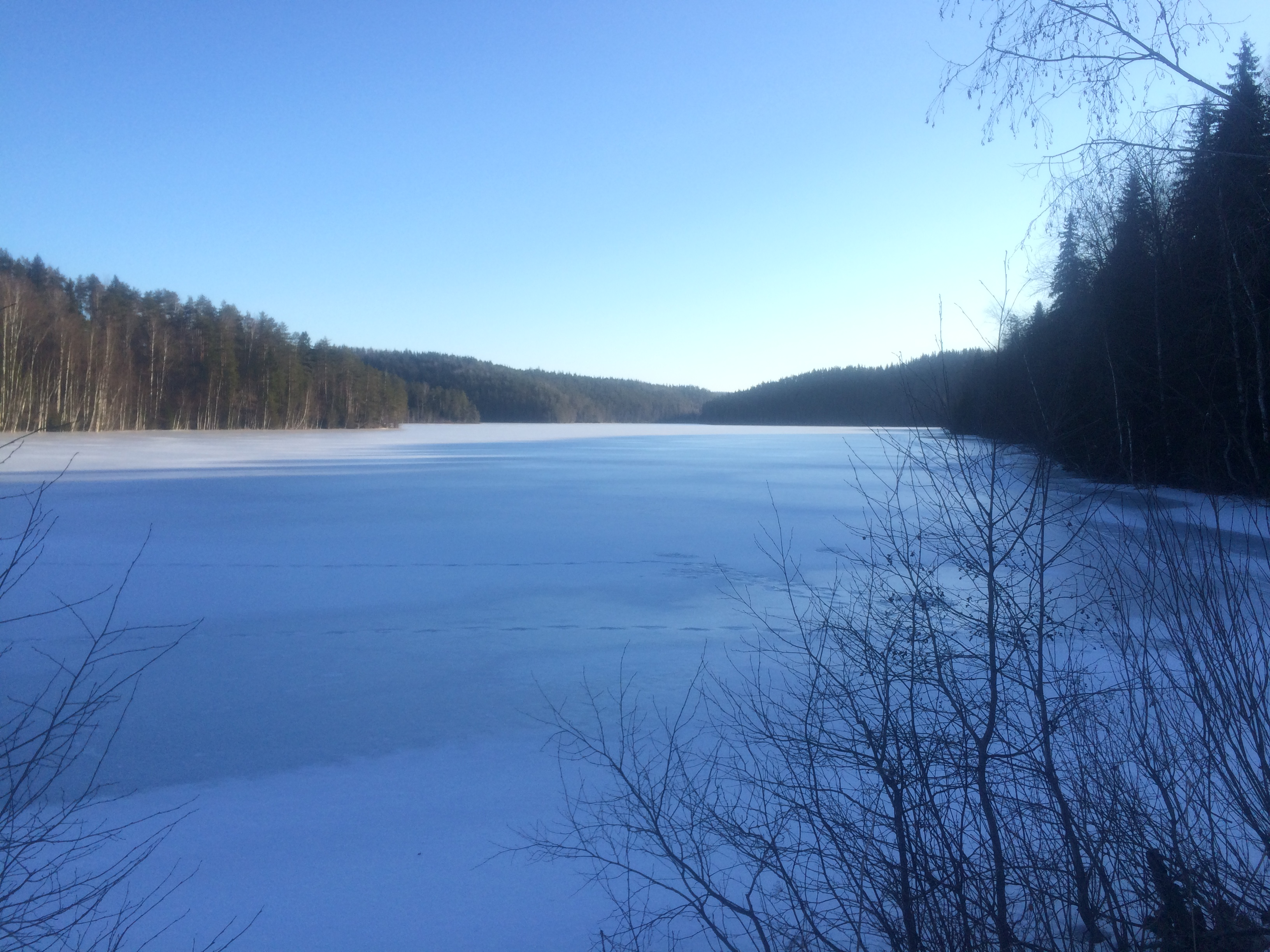
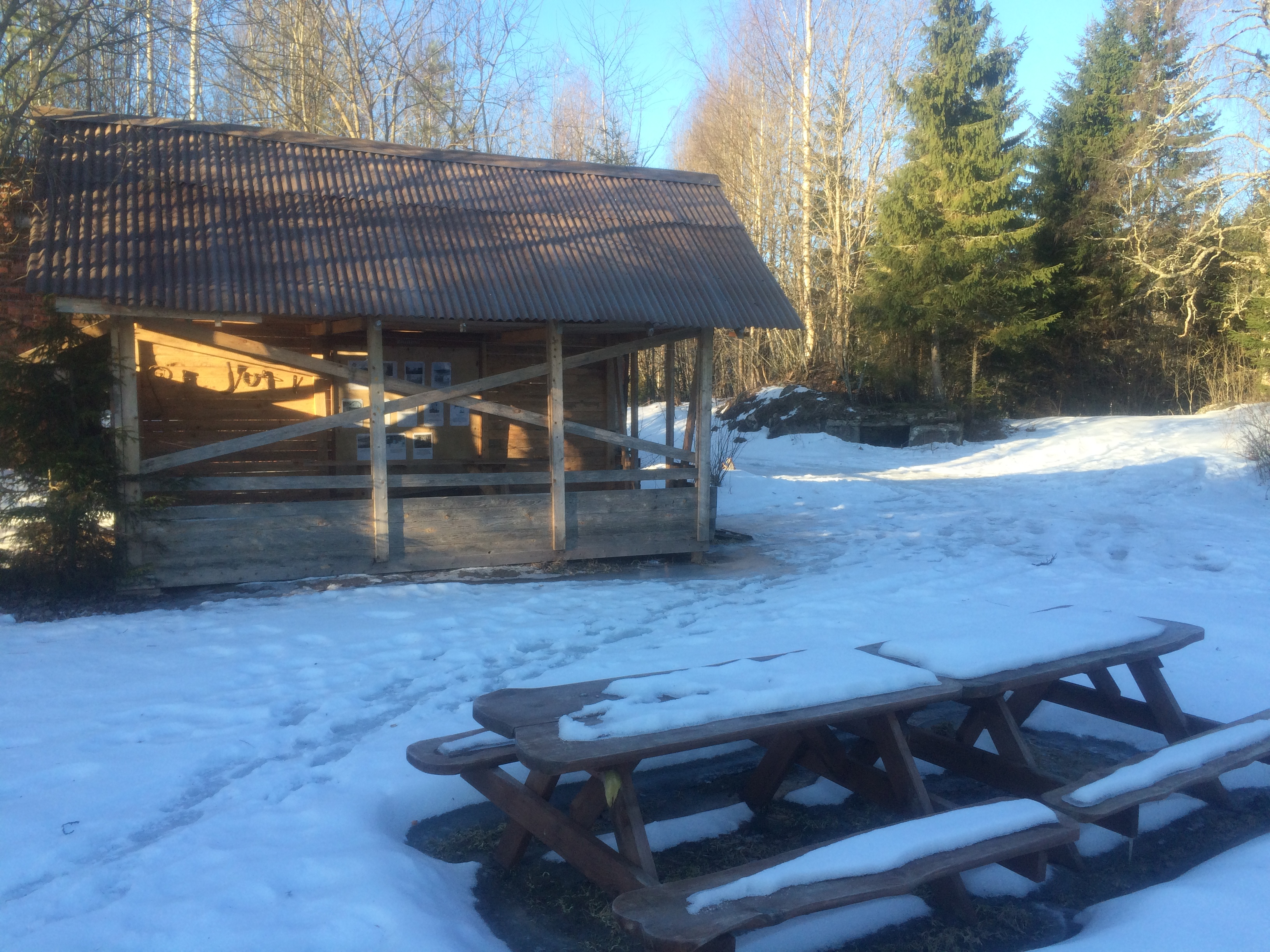
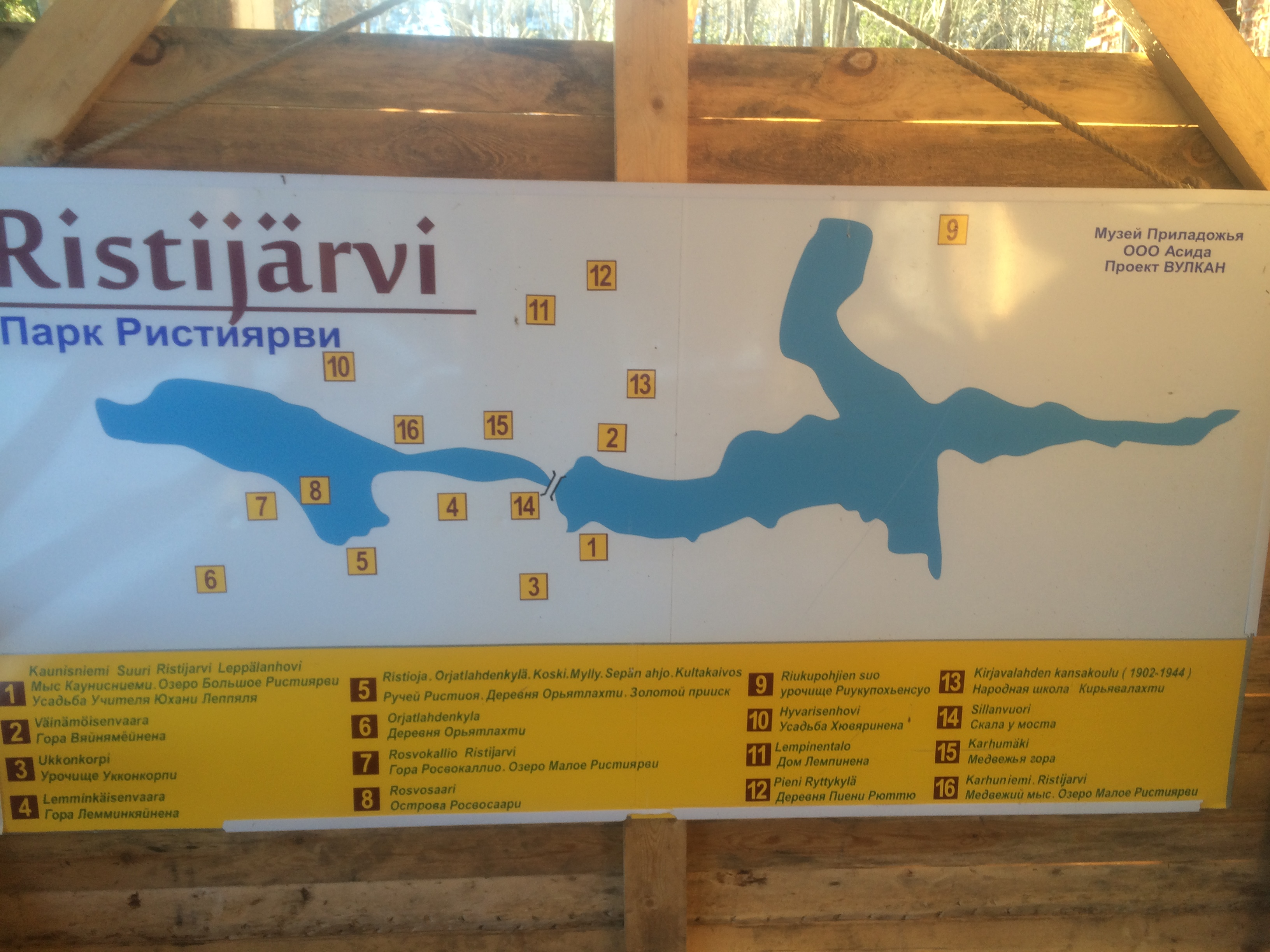
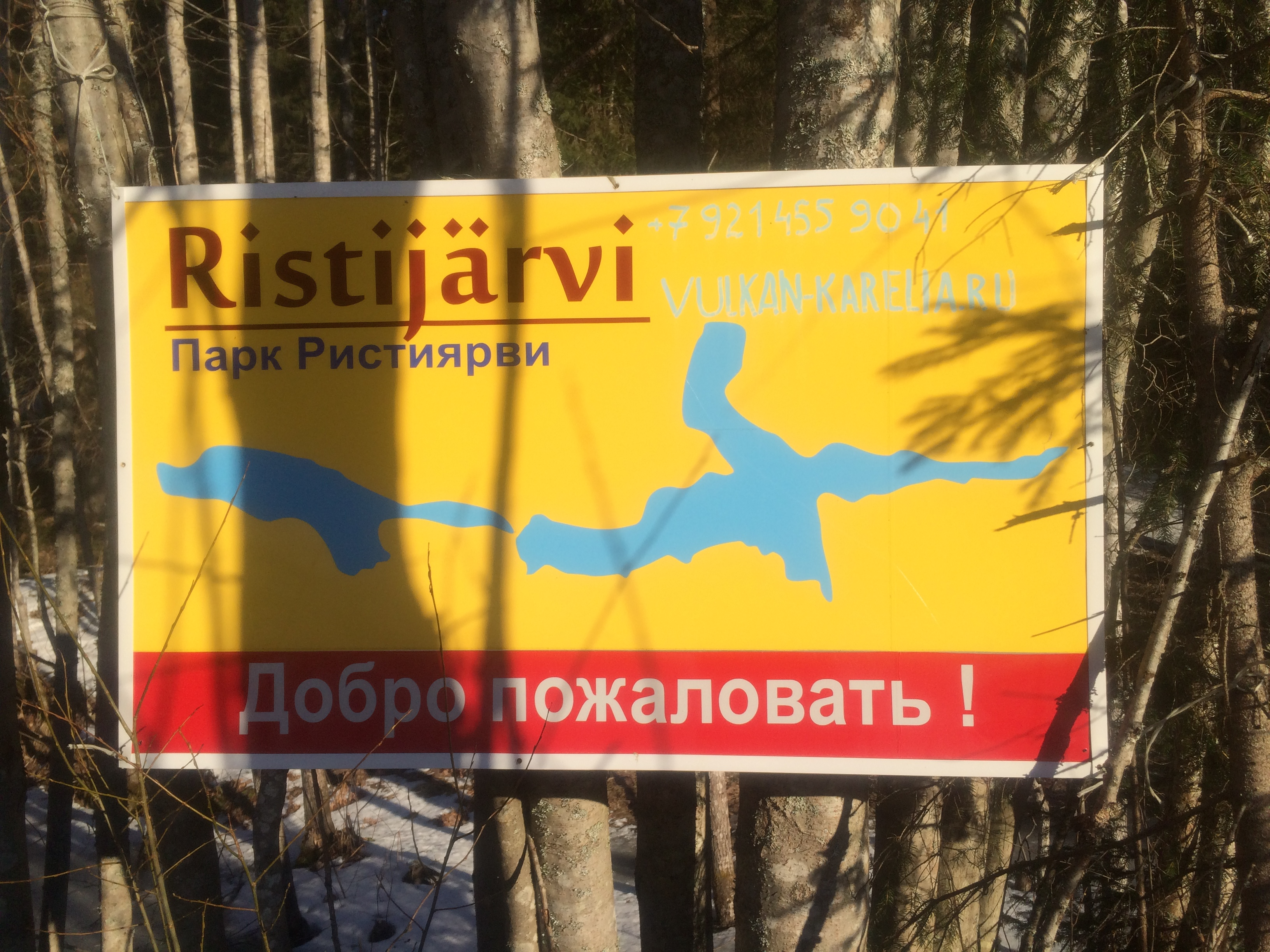